# Ventspils lidosta
Ventspils lidosta är en flygplats i Lettland.   Den ligger i kommunen Ventspils, i den västra delen av landet, 160 km väster om huvudstaden Riga. Ventspils lidosta ligger 3 meter över havet.
Terrängen runt Ventspils lidosta är mycket platt. Havet är nära Ventspils lidosta åt nordväst. Runt Ventspils lidosta är det tätbefolkat, med 442 invånare per kvadratkilometer. Närmaste större samhälle är Ventspils, 4,0 km norr om Ventspils lidosta.